# Saint-Dyé-sur-Loire
Saint-Dyé-sur-Loire [sɛ̃ dje syʁ lwaʁ] ist ein Dorf und eine Gemeinde mit 1155 Einwohnern (Stand 1. Januar 2022) im französischen Département Loir-et-Cher in der Region Centre-Val de Loire. Die Gemeinde gehört zum Arrondissement Blois und zum Kanton Chambord.

## Bevölkerungsentwicklung
| Jahr      | 1962 | 1968 | 1975 | 1982 | 1990 | 1999 | 2007 | 2017 |
| Einwohner | 511  | 629  | 587  | 762  | 895  | 944  | 1093 | 1140 |

## Sehenswürdigkeiten
- Kirche Saint-Dyé
- Befestigungsanlagen
- Ein Teil der Domäne des Schlosses Chambord gehört zur Gemeinde Saint-Dyé-sur-Loire

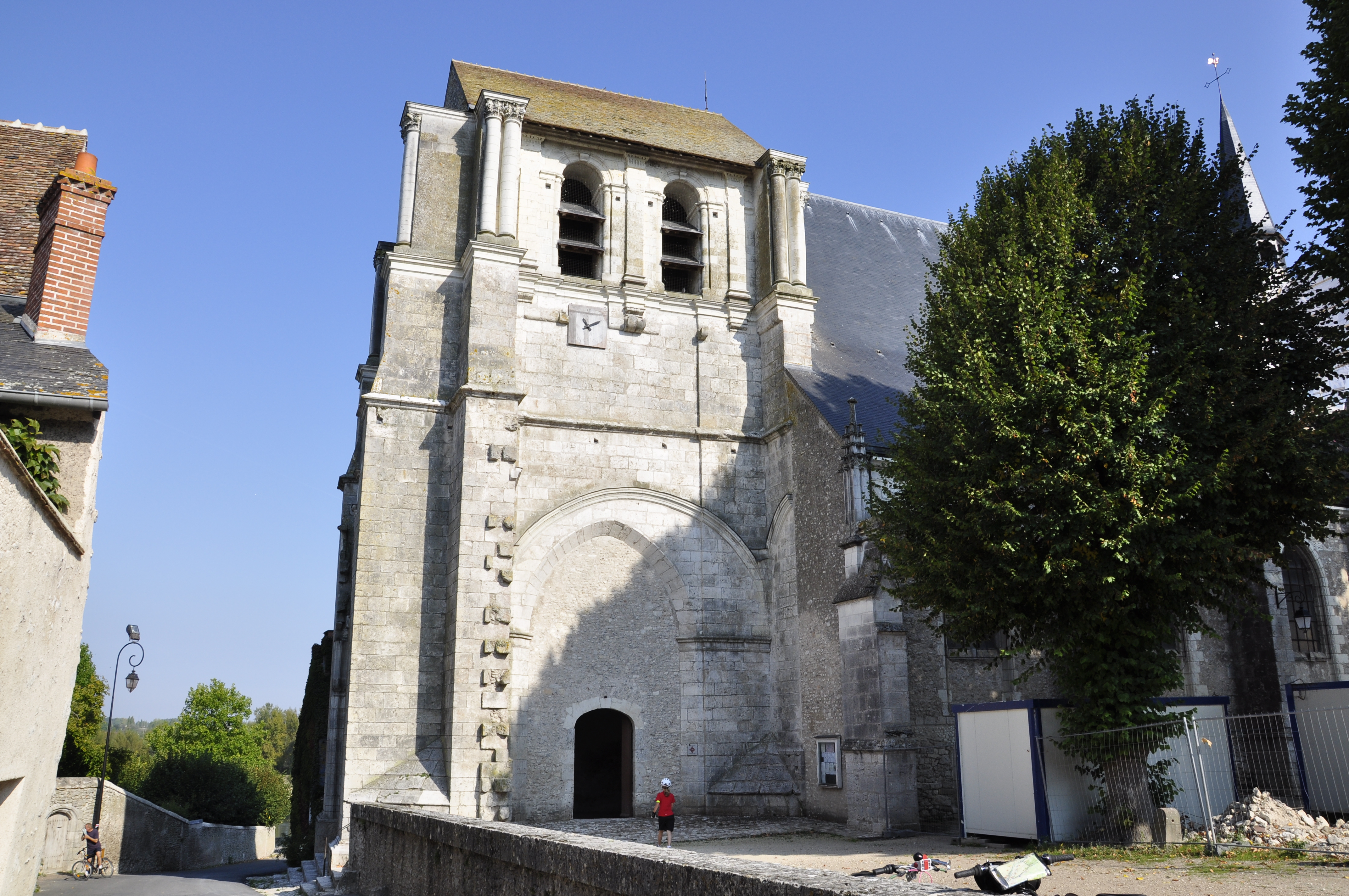
Kirche Saint-Dyé